# ビター・スウィート・シンフォニー
「ビター・スウィート・シンフォニー」(Bitter Sweat Symphony) はイギリスのロックバンド、ザ・ヴァーヴの楽曲、およびそれを収録したシングル。
日本においては、フジテレビのリアリティ番組『テラスハウス（TERRACE HOUSE BOYS×GIRLS NEXT DOOR)』に起用されたことで有名である。

## 概要
『アーバン・ヒムス』のファースト・シングルでザ・ヴァーヴの代表曲。1997年のグラミー賞最優秀ロックソングにノミネートされた。
他のアーティストの評価が厳しいことで有名でリチャードの親友でもあるリアム・ギャラガーは本作を初めて聴いたときに30回連続で聴いたといわれている。

## ミュージック・ビデオ
ミュージック・ビデオは非常にシンプルなものでリチャードが、すれ違う人々を避けずにただまっすぐ歩く姿が映し出している。
このビデオはMTVビデオ・ミュージック・アワーズの最優秀ビデオ賞、最優秀グループ・ビデオ賞そして最優秀オルタナティヴ・ビデオ賞にノミネートされた。

## 盗作問題
「ビター・スウィート・シンフォニー」はアンドリュー・オールダム・オーケストラによる演奏の「ラスト・タイム」のループをサンプリングしていた。これの著作隣接権は販売元のデッカ・レコードから許可を得ていた。しかし、この作品はもともと、ローリング・ストーンズのカバーであり、作曲者である、ミック・ジャガーとキース・リチャーズには著作権の許可をとっていなかった。
本作の発表後、ローリング・ストーンズの元マネージャーで「ラスト・タイム」の著作権を所有しているアブコ・レコードのアラン・クラインは本作を盗作であるとしてバンドを告訴した。この裁判は本作が既に『アーバン・ヒムス』に収録されていること、ループが、本作の主要な部分になっていることでアランが裁判を有利に進め、作曲者のクレジットがジャガー/リチャーズとなった。また作詞者は以前のまま、リチャードとすることが認められたが、1000ドルでアブコに譲渡することとなった。なのでリチャードは皮肉で本作を「ジャガー/ リチャーズの中で最高の曲」と呼んでいる。また、アンドリュー・オールダム・オーケストラにも「本来合意していた長さ以上のサンプリングをした」として訴えられていた。
2019年のアイヴァー・ノヴェロ賞の授賞式で受賞したリチャードは本作の著作権をミックとジャガーが放棄し、無償で返還されたことを発表した。

## カバー
- フォー・イヤー・ストロング-2021年にカバー[7]
- ノエル・ギャラガー-ステージ上でカバー[2]

## 収録曲
- イギリス盤1 日本盤[8][9][10]

1. ビター・スウィート・シンフォニー(アルバム・バージョン)-Bitter Sweet Symphony (original)
2. ロード・アイ・ゲス・アイル・ネヴァー・ノウ-Lord I Guess I'll Never Know
3. カントリー・ソング-Country Song
4. ビター・スウィート・シンフォニー(ラジオ・バージョン)-Bitter Sweet Symphony (radio edit)

- イギリス盤2[11]

1. ビター・スウィート・シンフォニー(延長盤)-Bitter Sweet Symphony (extended version)
2. ソー・シスター-So Sister
3. エコー・ベース-Echo Bass

- ヨーロッパ盤[12]

1. ビター・スウィート・シンフォニー(延長盤)-Bitter Sweet Symphony (extended version)
2. ソー・シスター-So Sister

- アメリカ盤[13][14]

1. ビター・スウィート・シンフォニー(アルバム・バージョン)-Bitter Sweet Symphony (original)
2. ロード・アイ・ゲス・アイル・ネヴァー・ノウ-Lord I Guess I'll Never Know
3. ソー・シスター-So Sister
4. エコー・ベース-Echo Bass

## チャート
| チャート (1997–1998)                     | 最高位 |
| ---------------------------------------- | ------ |
| オーストラリア (ARIA)                    | 11     |
| オーストリア (Ö3 Austria Top 40)         | 15     |
| ベルギー (Ultratop 50 Flanders)          | 21     |
| ベルギー (Ultratop 50 Wallonia)          | 18     |
| カナダ トップシングルス (RPM)            | 5      |
| カナダ ロック/オルタナティヴ (RPM)       | 1      |
| ヨーロッパ (Eurochart Hot 100)           | 10     |
| フィンランド (Suomen virallinen lista)   | 6      |
| フランス (SNEP)                          | 16     |
| ドイツ (GfK Entertainment charts)        | 37     |
| アイスランド (Íslenski Listinn Topp 40)  | 2      |
| アイルランド (IRMA)                      | 3      |
| イタリア (Musica e dischi)               | 7      |
| イタリア Airplay (Music & Media)         | 1      |
| オランダ (Dutch Top 40)                  | 11     |
| オランダ (Single Top 100)                | 14     |
| ニュージーランド (Recorded Music NZ)     | 15     |
| ノルウェー (VG-lista)                    | 9      |
| スコットランド (Official Charts Company) | 1      |
| Spain (AFYVE)                            | 2      |
| スウェーデン (Sverigetopplistan)         | 10     |
| スイス (Schweizer Hitparade)             | 15     |
| UK シングルス (OCC)                      | 2      |
| US Billboard Hot 100                     | 12     |
| US Adult Top 40 (Billboard)              | 8      |
| US Mainstream Rock Tracks (Billboard)    | 22     |
| US Mainstream Top 40 (Billboard)         | 23     |
| US Modern Rock Tracks (Billboard)        | 4      |
| US Triple-A (Billboard)                  | 3      |

| チャート (2019)                             | 最高位 |
| ------------------------------------------- | ------ |
| US Hot Rock & Alternative Songs (Billboard) | 13     |

| チャート(1997)                          | 順位 |
| --------------------------------------- | ---- |
| オーストラリア (ARIA)                   | 62   |
| ベルギー(Ultratop 50 Flanders)          | 88   |
| ベルギー(Ultratop 50 Wallonia)          | 60   |
| ヨーロッパ (Eurochart Hot 100)          | 50   |
| フランス(SNEP)                          | 98   |
| アイスランド (Íslenski Listinn Topp 40) | 8    |
| オランダ (Dutch Top 40)                 | 92   |
| オランダ (Single Top 100)               | 56   |
| スウェーデン (Sverigetopplistan)        | 60   |
| スイス(Schweizer Hitparade)             | 44   |
| UK Singles (OCC)                        | 43   |
| US Modern Rock Tracks (Billboard)       | 84   |

| チャート (1998)                       | 順位 |
| ------------------------------------- | ---- |
| Canada Top Singles (RPM)              | 34   |
| Canada Rock/Alternative (RPM)         | 27   |
| US Billboard Hot 100                  | 79   |
| US Adult Top 40 (Billboard)           | 29   |
| US Mainstream Rock Tracks (Billboard) | 92   |
| US Mainstream Top 40 (Billboard)      | 91   |
| US Modern Rock Tracks (Billboard)     | 11   |
| US Triple-A (Billboard)               | 5    |